# Achille et Giambatista Judica-Cordiglia
Achille Judica-Cordiglia (né le 9 septembre 1933 à Paderno Dugnano, Italie, et mort le 21 janvier 2015 à Turin) et Giambattista Judica-Cordiglia (né le 9 août 1939 à Erba, Italie, et mort le 13 avril 2024 à Turin) sont deux opérateurs radioamateurs italiens ayant prétendu avoir enregistré les communications de plusieurs missions spatiales soviétiques secrètes dans les années 1960, lesquelles se sont terminées par des tragédies et la perte de cosmonautes.

## Les écoutes

### Durant les années 1950
À la fin des années 1950, les frères créent leur propre station expérimentale d'écoute à proximité de Turin, à un endroit qu'ils ont nommé « Torre Bert » installé dans un bunker allemand désaffecté. Travaillant avec des équipements récupérés et improvisés ils affirment avoir pu suivre les transmissions du programme Spoutnik soviétique, ainsi que celles d'Explorer 1, le premier satellite américain avec un remarquable degré de réussite. Leurs interceptions incluraient des mesures de télémétrie, des enregistrements vocaux et des données visuelles.

### Durant les années 1960
Dans les années 1960, les deux frères ont affirmé avoir intercepté des communications radio émises lors de missions spatiales secrètes soviétiques. Le premier de ces enregistrements aurait été réalisé le 28 novembre 1960, lorsque l'observatoire spatial Bochum en Allemagne de l'Ouest a déclaré qu'il avait intercepté des signaux radio en provenance de ce qui semblait être un satellite. Après environ une heure d'écoute de statique, ils auraient reconnu un signal de SOS émis en morse qui semblait s'éloigner de la Terre. Le 23 mai 1961, ils auraient également enregistré la voix d'une femme cosmonaute dont la capsule se serait détruite lors de son retour sur Terre,.
James Oberg (en), un historien américain expert du programme spatial soviétique, propose une démystification des allégations d'enregistrements point par point sur son site.

### Divers
En 1964, ils ont gagné le quiz TV La fiera dei sogni (it) (La foire aux rêves), un jeu-questionnaire qui leur a permis de visiter l'Amérique et Cap Canaveral.
En 2007, les frères ont fait l'objet d'un documentaire intitulé Les Années Spoutnik. Un article sur les frères, les enregistrements et les cosmonautes perdus a été publié dans le numéro de mars 2008 de Fortean Times, un mensuel britannique sur les phénomènes paranormaux.
En 2017, l'album Phantom Cosmonauts (Psychofon Records, PR 014) composé par les groupes français Ptôse et Palo Alto est dédié aux deux frères.
Achille est devenu cardiologue, tandis que Giovanni Battista a travaillé pour la police italienne dans l'écoute téléphonique lors d'enquêtes criminelles.

## Documentaire
- Alessandro Bernard, Paolo Ceretto, Enrico Cerasuolo, Les Années Spoutnik, 52 min[6]